# Dil Tera Deewana
Dil Tera Deewana (Hindi दिल तेरा दीवाना, übersetzt: Dein Herz ist verrückt) ist ein Bollywoodfilm mit Shammi Kapoor. Der Film, der auch ein Remake des Tamilfilms Sabash Meena (Regie führte auch hier B. Ramakrishnaiah Panthulu) ist, wurde an den Kinokassen zu einem Hit.

## Handlung
Mohan kommt zwar auch reichem Hause, hält allerdings nicht viel von Anstand und Tradition. Lieber verbringt er seine Zeit mit seinem Kumpel Anokhe in Tanzclubs. Eine Zeitlang kommt Mohan mit diesem Verhalten durch, da seine Mutter ihn ständig verteidigt. Doch der Vater hat endgültig genug und schickt seinen Sohn zu seinem Freund Dayaram, einem ehemaligen Armee-Hauptmann, in die Berge. Dort soll Mohan Anstand und Disziplin lernen.
Doch Mohan hat keine Lust und schickt stattdessen seinen besten Freund Anokhe, der als Mohan bei Dayaram einziehen soll. So lernt Anokhe knallhart die Disziplin kennen und verliebt sich nebenbei auch noch in Dayarams Tochter Malti.
Mohan kommt derweil bei Meena unter, die mit ihrem blinden Vater ein Ein-Auto-Taxiunternehmen führt. Während seines Aufenthalts verliebt er sich in die hübsche Meena. Da wird Ganpat eifersüchtig und kommt hinter Mohans Versteckspiel her, was zu einigen Turbulenzen führt.
Am Ende wird Mohan verziehen und er darf sogar die hübsche Meena heiraten, während Ganpat hinter Gittern landet.

## Musik
| Songtitel                  | Sänger/in                      |
| -------------------------- | ------------------------------ |
| Dhadakne Lagta Hai         | Mohammad Rafi                  |
| Dil Tera Deewana Hai Sanam | Mohammad Rafi, Lata Mangeshkar |
| Jane Wafa                  | Mohammad Rafi, Lata Mangeshkar |
| Masoom Chehra              | Lata Mangeshkar                |
| Mujhe Kitna Pyar Hai       | Mohammad Rafi, Lata Mangeshkar |
| Nazar Bachakar             | Mohammad Rafi                  |
| Rikshe Pe Mere             | Mohammad Rafi, Asha Bhosle     |

## Auszeichnungen
Filmfare Award 1963:
- Filmfare Award/Bester Nebendarsteller an Mehmood